# Malin Bång
Malin Astrid Elisabet Bång, född 15 juli 1974 i Sävedalen, är en svensk tonsättare.

## Biografi
Bång har studerat komposition vid Kapellsbergs musikskola 1993–1994, komposition och piano vid Musikhögskolan i Piteå 1994–1998 (masterexamen 1998), komposition och instrumentation vid Conservatiore Nadia et Lili Boulanger i Paris 1997–1998 (diplom 1998), och komposition vid Kungliga Musikhögskolan i Stockholm 1999–2003 (masterexamen 2003).
Malin Bång är composer in residence i ensemblen Curious Chamber Players. Ensemblen söker nya former för sina konserter och experimenterar med själva spelplatsens förutsättningar. Gruppen består av stråkkvartett, harpa, cembalo, piano, slagverk, flöjt, sopran och dirigent. Den har uruppfört tre verk av Bång.

## Verk

### Ensemble
- Sanguine Sand (2003)
- La Luna, Luna (2003)
- Faces and Moon Splinters (2005)
- Fountain Club (2005)
- La Grande Vita dei Fiori (2005)
- Ljómi (2006)
- Perpetual Revival (2007)
- Sparkling Box (2007)
- Cancíon Esquirla (2007) (2008)
- Spine Reaction (2008)
- Resilience (2008)
- The Curious Collection (2008)
- Gläntor, grenar (2009)
- Revival in Relievo (2009)
- Fireworks and Silverbirds (2009)
- Encrusted (2010)
- Turbid motion (2010)
- Epic abrasion (2010)
- Structures of molten light (2011)
- Irimi (2012)
- Sophomore structures of molten light (2012)
- Kobushi burui (2012)

### Solo och duetter
- Vita dei Fiori (2000), gitarr och kontrabas
- …när korpen vitnar (2003), Hardingfela eller violin
- Twilight Collider (2004), flöjt/basflöjt och elektronik
- More  than a  hero (2004), kvinnoröst och gitarr
- More  than a  hero (2005), kvinnoröst och harpa
- Bakom, bortom (2006), recitatör och en musiker på ljudobjekt och elektronik[9]
- Delta waves (2007), tenorsaxofon
- Alpha waves (2008), altflöjt
- Hyperoxic (2011), basflöjt och ljudobjekt
- Split rudder (2011), Paetzold kontrabasblockflöjt
- Purfling (2012), violin and elektronik

### Orkester
- Rain Worm Race (2002), stråkorkester
- La Luna, Luna (2003), flöjt/basflöjt och symfoniorkester
- Avenue Gardens (2008), symfoniorkester

### Sceniska verk
- Rebekkas Saga (2002), röst, slagverk, violin, viola, cello och kontrabas
- Early Traces (2007), tenorsaxofon och två dansare

### Vokalverk
- Hav (2002), blandad kör
- My past you are my breath my… (2008), sex röster
- Skuggor, glänta, dån (2009), blandad kör och slagverkstrio

## Priser och utmärkelser
- Stim-stipendier 2003, 2005 och 2006.[10]
- Stipendier av Konstnärsnämnden 2004, 2005, 2007 och 2008.[7]
- Carin Malmlöf-Forsslings Pris 2014